# Sovereign of the Seas (Schiff, 1987)
Die Sovereign of the Seas war ein 1987 in Dienst gestelltes Kreuzfahrtschiff der Reederei Royal Caribbean International. Es war das Typschiff der Sovereign-Klasse.

## Geschichte
Die Sovereign of the Seas wurde 1987 für die Reederei Royal Caribbean International im französischen Saint-Nazaire erbaut. Das Aufschwimmen fand am 4. April 1987 statt, die Ablieferung erfolgte am 19. Dezember 1987. Sie war zu diesem Zeitpunkt das größte Passagierschiff der Welt und gilt als Vorreiter der heutigen Mega-Kreuzfahrtschiffe. Sie war das erste Kreuzfahrtschiff mit einem offenen Atrium. Ihr Heimathafen war Oslo. Am 21. Dezember 1987 brach sie zur Überführungsreise nach Miami auf, dort erfolgte am 15. Januar 1988 die Schiffstaufe. Am nächsten Tag begann von dort die erste Kreuzfahrt.
Die Sovereign of the Seas war das Typschiff der Sovereign-Klasse. In den Jahren 1990 und 1992 wurden noch zwei weitere Schiffe der Klasse in Dienst gestellt, die Monarch of the Seas und die Majesty of the Seas.
Im Jahr 2005 erfolgte eine Renovierung im Trockendock, bei der das Schiff mit größeren Kabinen, größeren Aufenthaltsbereichen, Johnny Rockets, einer Kletterwand, neuen Pools und mehr Platz für den Gästekomfort ausgestattet wurde. 2005 wurde Nassau der neue Heimathafen.
2008 wurde das Schiff an die spanische Reederei Pullmantur übergeben, einer Tochtergesellschaft von Royal Caribbean Cruises Ltd. Am 7. November 2008 wurde das Schiff in Sovereign umbenannt. Der weiße Anstrich wurde beibehalten. Nur der Schornstein erstrahlte nun in rotem Farbton. 2013 gab es eine grundsätzliche Änderung im Farbanstrich bei Pullmantur. Auch die Sovereign trug fortan einen blauen Rumpfanstrich mit blauem Schornstein. 2018 diente die Sovereign als Drehort für die Verfilmung von Sebastian Fitzeks Roman Passagier 23.
Wegen der COVID-19-Pandemie wurde die Sovereign im Frühjahr 2020, wie auch ihr Schwesterschiff Monarch und die ebenfalls von Pullmantur Cruises eingesetzte Horizon vorübergehend außer Dienst gestellt. Wegen einer drohenden Insolvenz von Pullmantur Cruises wurde entschieden, dass die Sovereign genau wie die beiden anderen Schiffe der Flotte nicht wieder für Pullmantur in Fahrt kommen sollen. Am 23. Juli 2020 wurde das Schiff in Aliağa (Türkei) zur Verschrottung neben ihre Schwester Monarch auf den Strand gesetzt, welche bereits einen Tag zuvor gestrandet wurde. Verschrottet wurden beide Schiffe vom EU-zertifizierten Betrieb Öge Gemi Söküm.
Der Abbruch der Sovereign wurde im Februar 2021 abgeschlossen.

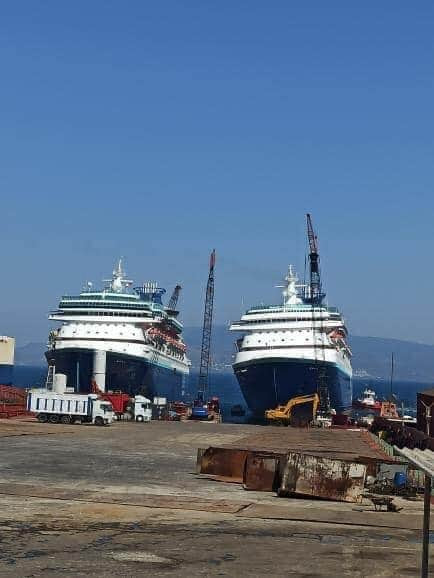
Die Sovereign neben ihrer Schwester Monarch beim Abbruch
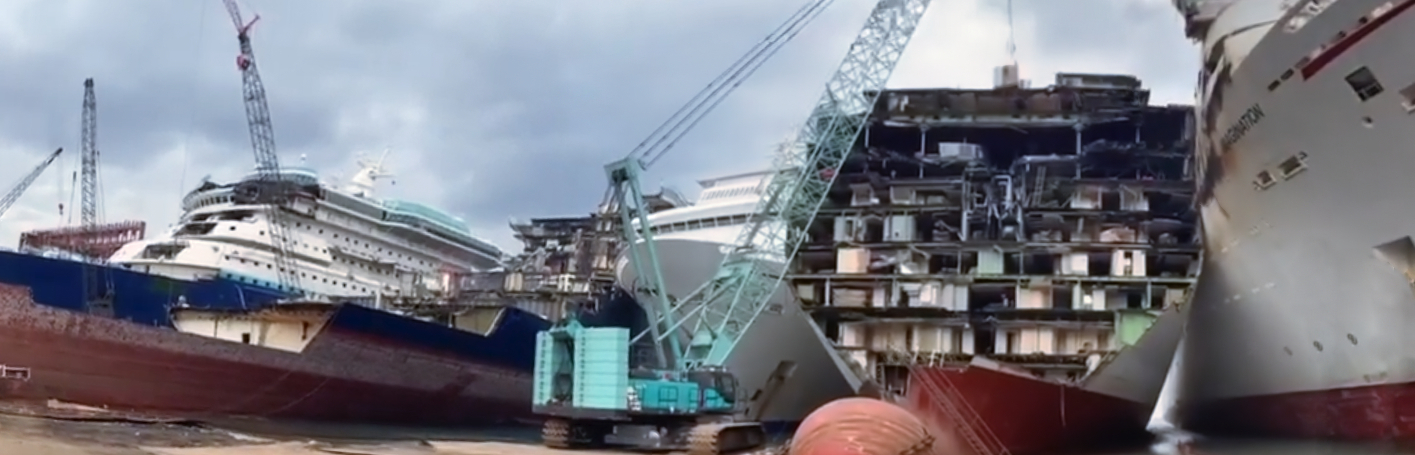
Die Sovereign bei der Verschrottung (zweites Schiff von links)

## Einsatz
In ihrer Zeit als Sovereign of the Seas setzte Royal Caribbean das Schiff ausschließlich in der Karibik ein. Nach ihrer Übernahme durch Pullmantur gab es zunächst einige Brasilien-Kreuzfahrten in CVC-Charter. Im Jahr 2009 kam die Sovereign erstmals ins Mittelmeer, was fortan das Haupteinsatzgebiet des Schiffes war.